# Leyland DAF
Leyland DAF war ein Nutzfahrzeughersteller in Großbritannien und ein Geschäftsbereich von DAF. 

## Geschichte
Das Unternehmen wurde 1987 gegründet, nachdem die britische Regierung die Austin Rover Group privatisierte. Dabei wurde die Bus-Sparte (Leyland Busses), von Leyland bereits 1986 ausgegliedert und 1988 an Volvo veräußert. Die PKW-Sparte mit Land Rover wurde zur Rover Group. Leyland Trucks und Freight Rover wurden nun mit DAF zu DAF NV verschmolzen.
Das neue Unternehmen DAF NV wurde gemeinsam von DAF Beheer BV (60 %) und der Rover Group (40 %) gehalten. Es präsentierte seine Produkte als Leyland DAF im Vereinigten Königreich und Irland, ansonsten als DAF. Produziert wurden die Lkw an den Standorten in Leyland Lancashire, Großbritannien und Eindhoven, Niederlande sowie Transporter in Birmingham, Großbritannien. Das Unternehmen wurde an der niederländischen Börse gehandelt. Anfangs war dieser Unternehmenszusammenschluss sehr erfolgreich, da DAF mit dem DAF 95 1988 ein Erfolgsmodell auf den Markt brachte, das aufgrund der hinzugewonnenen Produktionskapazitäten auch die hohe Nachfrage bedienen konnte. Zudem konnte DAF nun auch modernere Angebote unterhalb von schweren Zugmaschinen anbieten. So wurde z. B. aus dem Leyland Roadrunner der DAF 45/55. Mit dem DAF 200-400 der auf dem Freight Rover 200-300 basierte, konnte DAF wieder einen Kleintransporter anbieten. Gleichzeitig erhöhte sich durch Leyland DAF der Marktanteil und DAF wurde zum viertgrößten LKW Hersteller nach Scania, MAN und Volvo. Nachdem infolge der Rezession die Verkäufe im Nutzfahrzeugbereich zurückgingen, wurde DAF NV 1993 insolvent und wurde später von PACCAR übernommen. DAF und Leyland sind beide hundertprozentige Töchter von PACCAR. 

### Aufspaltung
Aus der Insolvenz gingen vier Unternehmen hervor:
- DAF (Automobile) LKW Hersteller mit Sitz in Eindhoven (NL), 1996 übernommen durch Paccar
- Leyland Trucks LTD mit Sitz in Leyland (GB), 1998 übernommen durch Paccar
- LDV (Van) LeylandDAFVan mit Sitz in Birmingham (GB), Insolvenz 2009
- Multipart-Solutions als Ersatzteilservicehersteller und Automobilzulieferer mit Sitz in Chorley (GB)

### Modelle von Leyland DAF
- Kleintransporter

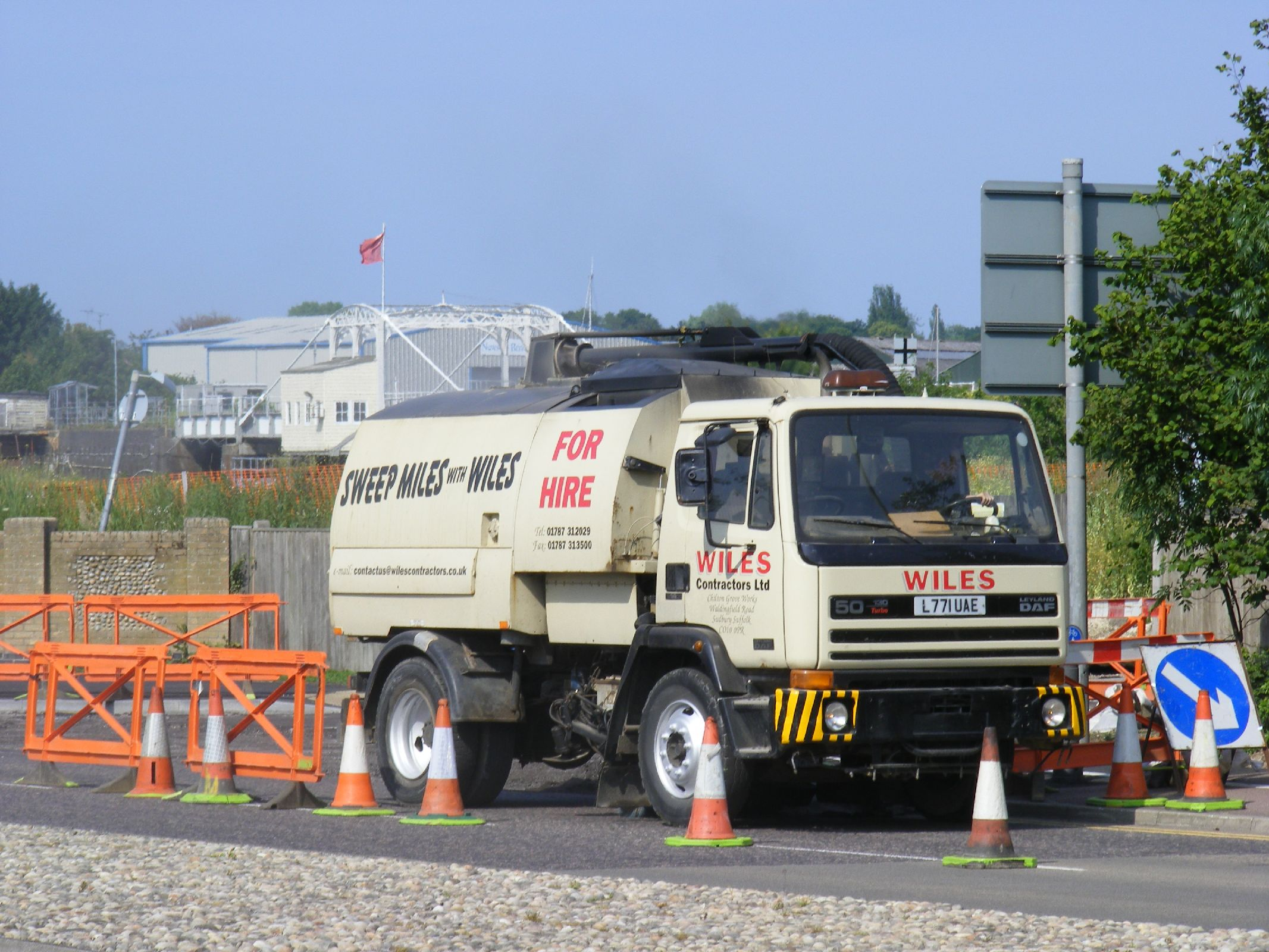
Leyland DAF 50

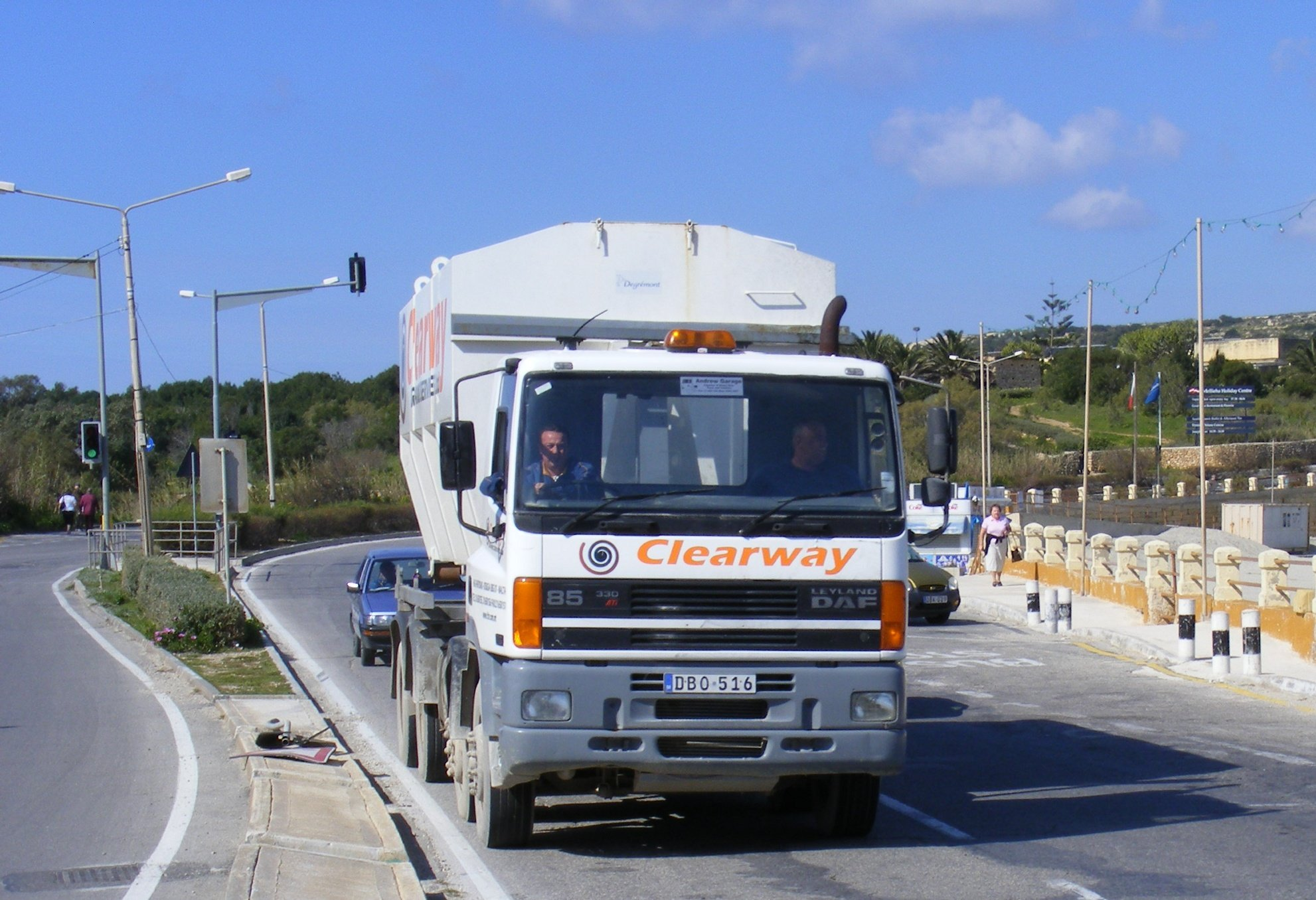
Leyland DAF 85

  - Freight Rover 200-300, ab 1987 Leyland DAF 200-400 und DAF 200-400.
- LKW
  - Leyland Roadrunner, ab 1987 auch DAF 600/800/1000, ab 1990 Leyland-DAF/DAF 45 (7500 kg)
- später Leyland DAF 45/55 (7500 bis 18000 kg)
  - Leyland Freighter, ab 1987 auch DAF 50 (11000 bis 18000 kg), ab 1990 Leyland-DAF/DAF 50(18000 kg bis 26000 kg)
- später Leyland DAF 65/75 (18000 kg bis 26000 kg)
  - Leyland Cruiser bis 1990 (18000 kg bis 26000 kg)
- Leyland Constructor Baufahrzeug, LKW 6x2 oder 8x2 ab 1990 Leyland-DAF/DAF 60 (7500 bis 30000 kg)
- später Leyland DAF 85
  - Leyland Roadtrain, ab 1990 Leyland-DAF/DAF 70-80 (18.000 kg bis 38.000 kg)
- später Leyland DAF 85 (18.000 kg bis 38.000 kg)
  - Leyland-DAF 95/DAF 95 (18.000 kg bis 44.000 kg) 1990–1997